# Fox Maule-Ramsay
Fox Maule-Ramsay, 11. hrabia Dalhousie KT, GCB (ur. 22 kwietnia 1801, zm. 6 lipca 1874) – brytyjski arystokrata i polityk, członek stronnictwa wigów, minister w rządach lorda Johna Russella i lorda Palmerstona.
Był najstarszym synem Williama Maule’a, 1. barona Panmure, i Patricii Gordon, córki Gilberta Gordona. Imię otrzymał na cześć wigowskiego polityka, Charlesa Jamesa Foksa. Służył w armii, a w 1835 r. został wybrany do Izby Gmin jako reprezentant Perthshire. Miejsce parlamencie utracił w 1837 r., ale odzyskał je w 1838 r. jako reprezentant okręgu okręg wyborczy Elgin Burghs. Od 1841 r. reprezentował okręg wyborczy Perth. Po śmierci ojca w 1852 r. odziedziczył tytuł 2. barona Panmure i zasiadł w Izbie Lordów.
W latach 1835–1841 był podsekretarzem stanu w Ministerstwie Spraw Wewnętrznych. W 1841 r. przez krótki czas był wiceprzewodniczącym Zarządu Handlu. W 1846 r. został sekretarzem ds. wojny. Od 1851 r. był członkiem gabinetu. W 1852 r. na krótko został przewodniczącym Rady Kontroli. Do gabinetu powrócił w 1855 r., kiedy to został ministrem wojny. Okres jego urzędowania przypadł na koniec wojny krymskiej. Panmure sprawował ten urząd do 1858 r. Od 1853 r. był lordem strażnikiem Tajnej Pieczęci Szkocji.
Od 1849 r. był lordem namiestnikiem Angus. W latach 1842–1844 był rektorem Uniwersytetu Glasgow. W latach 1867–1870 był wielkim mistrzem Wielkiej Loży Szkocji.
Po śmierci swojego kuzyna w 1860 r. odziedziczył tytuł 11. hrabiego Dalhousie. Zmienił wówczas nazwisko na „Maule-Ramsay”. Zmarł bezpotomnie w 1874 r. Wraz z jego śmiercią wygasł tytuł barona. Tytuł hrabiego odziedziczył jego krewny, George.